# Młodzieżowe Indywidualne Mistrzostwa Polski na Żużlu 1993
Młodzieżowe Indywidualne Mistrzostwa Polski na Żużlu 1993 – zawody żużlowe, mające na celu wyłonienie medalistów młodzieżowych indywidualnych mistrzostw Polski w sezonie 1993. Rozegrano dwa turnieje półfinałowe oraz finał, w którym zwyciężył Tomasz Bajerski.

## Finał
- Toruń, 27 lipca 1993
- Sędzia: Andrzej Kulesza

| Msc. | Zawodnik            | Klub         | Pkt   |             |  |
| ---- | ------------------- | ------------ | ----- | ----------- |  |
| 1    | Tomasz Bajerski     | Toruń        | 14 +3 | (3,2,3,3,3) |  |
| 2    | Grzegorz Rempała    | Tarnów       | 14 +2 | (3,3,3,3,2) |  |
| 3    | Tomasz Świątkiewicz | Toruń        | 13    | (2,3,3,3,2) |  |
| 4    | Robert Flis         | Gorzów Wlkp. | 11    | (1,3,2,2,3) |  |
| 5    | Krzysztof Zieliński | Wrocław      | 9     | (3,u,3,2,1) |  |
| 6    | Waldemar Walczak    | Toruń        | 8     | (2,2,2,2,u) |  |
| 7    | Piotr Baron         | Wrocław      | 7     | (1,d,u,3,3) |  |
| 8    | Mariusz Staszewski  | Gorzów Wlkp. | 7     | (2,1,1,1,2) |  |
| 9    | Piotr Rembas        | Gorzów Wlkp. | 6     | (1,2,u,0,3) |  |
| 10   | Robert Mikołajczak  | Leszno       | 5     | (2,1,u,u,2) |  |
| 11   | Tomasz Kamiński     | Bydgoszcz    | 5     | (u,2,2,u,1) |  |
| 12   | Piotr Protasiewicz  | Zielona Góra | 4     | (3,u,u,1,0) |  |
| 13   | Mirosław Cierniak   | Tarnów       | 1     | (0,0,u,1,0) |  |
| 14   | Rafał Dobrucki      | Piła         | 1     | (1,w,u,–,–) |  |
| 15   | Ireneusz Kwieciński | Krosno       | 0     | (0,u,–,–,–) |  |
| 16   | Maciej Bargiel      | Krosno       | 0     | (u,u,–,–,–) |  |
|      | rez. Tomasz Kruk    | Zielona Góra | 8     | (3,2,2,1)   |  |
|      | rez. Mariusz Łazarz | Kraków       | 0     | (d,d)       |  |